# 威廉·肯特
威廉·肯特（英語：William Kent，约1685年—1748年4月12日）是一位18世紀英格蘭建築師、景觀和家具設計師、画家。通過建造奇西克庄园，他把帕拉第奧式建築引入了英格蘭，也創造出了現代意義上的英格蘭風景園林。

## 外部連結
- Short biography on gardenvisit.com
- Short biography on britainexpress.com （页面存档备份，存于）
- Design examples on furniturestyles.net （页面存档备份，存于）